# Giampaolo Spinato
Giampaolo Spinato (Milano, 3 dicembre 1960) è uno scrittore, drammaturgo e giornalista italiano.

## Biografia
Giampaolo Spinato nasce a Milano, il 3 dicembre 1960, in una famiglia di immigrati veneti residenti a Paderno Dugnano.
Frequenta il liceo classico Omero a Bruzzano (Milano), diplomandosi nel 1980. Per mantenersi gli studi svolge svariati lavori e nello stesso anno si iscrive a Storia Contemporanea presso la Facoltà di Lettere e Filosofia dell'Università di Bologna dove in seguito conseguirà il diploma di laurea in Discipline dello Spettacolo. Nel 1981 supera l'esame di ammissione alla Civica scuola d'arte drammatica Piccolo Teatro di Milano, passando l'anno successivo al corso per assistenti alla regia.
Qui nel 1983 dirige La stanza di Harold Pinter, inserito nel cartellone del primo festival delle scuole di teatro europee, e nel 1984 si diploma con uno spettacolo su testi di Anton Čechov di cui è regista e interprete insieme a un gruppo di allievi scelti fra i migliori del triennio coi quali organizzerà anche una tournée estiva per la penisola.
Conosce Carlo Cecchi, e segue l'allestimento di Lu curaggio de nu pumpiero napulitano, la commedia di Eduardo Scarpetta con cui Cecchi saluta quell'anno al Teatro Niccolini di Firenze la morte del maestro Eduardo.
A metà degli anni Ottanta comincia l'attività giornalistica come freelance, collaborando prima con la redazione Costume e poi per la pagina degli Spettacoli de Il Giornale diretto da Indro Montanelli. Nel 1987 passa a La Repubblica e nel 1990 diventa giornalista professionista. L'attività di cronista e critico teatrale per quotidiani e riviste si protrarrà, insieme ad altre collaborazioni, fino ai primi anni Duemila. Negli anni collabora, fra le altre testate, anche con Linus, L'Europeo, Cuore, Max, Società civile, Leggere, Rock Report-Videomusic, Carnet e Oggi.
Il debutto come drammaturgo risale al 1988 con Motoradiotaxi, regia di Cristina Pezzoli (Milano, Teatro Litta). Nel 1993 la rivista letteraria Idra pubblica B., il racconto da cui è tratta l'omonima pièce teatrale che sarà segnalata al Premio Riccione per il Teatro nel 2001 e messa in scena nel 2005. Il 1995 è l'anno dell'esordio letterario e Pony Express, pubblicato da Giulio Einaudi Editore, è candidato in finale l'anno successivo al Premio Bergamo. Nello stesso anno, con il primo corso di scrittura intitolato "Il Progetto e la Sorpresa" inaugura, nei locali del locale Zelig, il progetto Bartleby - Pratiche della Scrittura e della Lettura, in cui confluiranno d'ora in poi tutte le attività formative in area espressiva già intraprese ai tempi della formazione.
Nel 1998 cura alcune voci del Dizionario dello spettacolo del '900, a cura di Felice Cappa e Piero Gelli ed edito da Baldini & Castoldi.
Nel 1999, con Il cuore rovesciato, inaugura la nuova collana Sis (Scrittori italiani e stranieri) di Mondadori e ottiene il Premio Selezione Campiello assegnato ai cinque finalisti della manifestazione letteraria. Nello stesso anno, col medesimo romanzo, concorre all'assegnazione del Premio Alassio Centolibri - Un autore per l'Europa.
Nel 2001 pubblica il suo terzo romanzo, Di qua e di là dal cielo (Mondadori) e con B., testo teatrale successivamente messo in scena dalla Compagnia Krypton per l'interpretazione e la regia di Fulvio Cauteruccio, ottiene la segnalazione della giuria presieduta da Franco Quadri e la candidatura in finale al Premio Riccione per il Teatro. Nello stesso anno va in scena per la prima volta anche Da lontano vi uccidono coll'onda. Dedicata alla figura di C.T., la pièce sarà presentata in forma di performance l'anno dopo anche al Festival di Heidelberg a seguito del tentativo di censura dell'Istituto di cultura italiano a Berlino. Nel 2002 partecipa a Scrittori per la pace (Premio Hystrio per la drammaturgia 2002) e successivamente è tra gli ideatori e curatori di Città in condominio (Milano, Teatro Out Off, dal 2003 al 2005).
Del 2004 è il suo quarto romanzo, Amici e nemici (Fazi, Roma), ispirato al rapimento e all'uccisione di Aldo Moro.
Nel 2005 fonda con alcuni allievi Bartleby Factory, associazione che svolge attività formative sulla scrittura creativa e i linguaggi espressivi per conto di enti pubblici e privati.
Nel 2008 riceve il Premio Isimbardi della Provincia di Milano nella Giornata della Riconoscenza.
Professore a contratto presso l'Università Ca' Foscari di Venezia dal 2013 al 2014, dal 2009 è docente a contratto presso l'Università Cattolica di Milano, dove insegna Produzione di testi narrativi e drammaturgici per l’impresa e Scrittura Creativa e Storytelling. Dal 2015, collabora anche con l'Università degli Studi di Milano-Bicocca e il Politecnico di Milano (a.a. 2017-18, Scrittura e Design). Ha insegnato anche alla Statale di Milano, allo IUAV, allo IULM, alla NABA - Nuova Accademia di Belle Arti e all'Accademia di belle arti di Firenze.
Nel 2013 è autore, con Massimo Sgorbani e Roberto Traverso, di Fuck Me(n). Studi sull'evoluzione del genere maschile, prodotto dalla Compagnia Dionisi, con Alex Cendron, per la regia di Carlo Compare. L'anno successivo pubblica il romanzo La Bambina. Nel 2018, con Amici e nemici, versione teatrale tratta dall'omonimo romanzo sul sequestro e l'assassinio di Aldo Moro, vince il Premio Inedito - Colline di Torino Sezione Teatro e nel 2019 pubblica La Gaia Meraviglia.

## Opere

### Romanzi
- Pony Express (Einaudi, 1995)
- Il cuore rovesciato (Arnoldo Mondadori Editore, 1999)
- Di qua e di là dal cielo (Arnoldo Mondadori Editore, 2001)
- Amici e nemici (Fazi, 2004)
- La vita nuova (Baldini Castoldi Dalai, 2008)
- La Bambina (ed. Indie, Scritture in Attesa di Tempi Migliori, 2014)
- La Gaia Meraviglia (ed. Indie, Scritture in Attesa di Tempi Migliori, 2019)

### Teatro
- Motoradiotaxi (Milano, Teatro Litta 1988, regia di Cristina Pezzoli)
- Da lontano vi uccidono coll'onda (prima rappresentazione nella versione studio all'Officina Generale Atm, nell'ambito della Maratona di Milano, 2001; Heidelberg, 2002, regia di Cristina Pezzoli)
- Ico No Clast (Benevento Città Spettacolo, 2002, regia di Fulvio Cauteruccio)
- B. (Asti, 2005, regia di Fulvio Cauteruccio)
- Blu (Palazzo della Triennale di Milano, 2005, nell'ambito del Festival La fabbrica dell'uomo, regia dell'autore)
- Fuck Me(n). Studi sull'evoluzione del genere maschile (Teatro Ringhiera, Milano, 2013, Festival Mixité)

### Altre pubblicazioni
- B., in Idra G (Anabasi, 1993)
- Istruzioni per l'uso, prefazione a Bad Cat di Danilo Maramotti (Milano Libri – Rizzoli, 1994)
- Amazing Pulp, in Premio satira politica (catalogo Forte dei Marmi, 1994)
- Paul Auster – I romanzi di un ex giovane povero in Leggere, anno IX, n. 78, marzo 1996
- Codice a barre, in Labranca Remix (Castelvecchi, 1997)
- Da lontano vi uccidono coll'onda (studio), in A.A.V.V., Maratona di Milano – Il Giorno, ventiquattro scene di una giornata qualsiasi (catalogo per Milano d'Estate, 2001)
- Rhyno's Trip Hop, screenplay e Web Content Management (2001)
- Appunti per un'intesa fra belligeranti, in L'Almanacco 2005 – Il teatro del racconto (Portofranco, 2005)
- The Project and the Surprise: Invisible, ‘Sensitive Space’ and Meanings in Writing and Reading Stories, in New Writing: The International Journal for the Practice and Theory of Creative Writing, 1–13. (Routledge, Taylor & Francis, 2015) - doi: https://dx.doi.org/10.1080/14790726.2015.1016042
- Fuck me(n), con Massimo Sgorbani, Roberto Traverso e Ira Rubini, Bologna, Cue Press, 2015. ISBN 9788898442331.
- THE ‘ACTIVE STAGE’: Whereabouts in Writing Processes, Proceedings SCIECONF (ScieConf), EDIS - Publishing Institution of the University of Zilina, ISBN 978-80-554-1337-2, ISSN 1339-9071, vol. 5,issue 1,pp. 69 - 73, 2017

## Premi e riconoscimenti
- 1996: Finalista con il romanzo d'esordio, Pony Express (Einaudi, 1995), al Premio Bergamo (Letteratura)[15].
- 1999: Il cuore rovesciato ottiene il Premio Selezione Campiello[16]
- 2002: Insieme al gruppo milanese di “Città in Condominio” riceve al Teatro Litta il Premio Hystrio per la drammaturgia assegnato a Scrittori per la pace[17]
- 2008: Premio Isimbardi della Provincia di Milano nella Giornata della Riconoscenza[18]
- 2013: Fuck Me(n). Studi sull'evoluzione del genere maschile, Miglior monologo ex aequo Premio Giovani Realtà del Teatro, Udine[19]
- 2018: Amici e nemici, tratto dall'omonimo romanzo sul rapimento e l'assassinio di Aldo Moro, primo classificato al Premio Inedito - Colline di Torino 2018, Sezione Teatro
- 2023: Consacrazione a Maria, vincitore del Premio di Drammaturgia Contemporanea "L'Artigogolo", nona edizione